# Jure Petričević
Jure Petričević (Starigrad-Paklenica, Hrvatska, 6. listopada 1912. – Brugg, Švicarska, 24. veljače 1997.), bio je hrvatski poljodjelski stručnjak, publicist, novinar, polemičar, pripadnik hrvatske političke emigracije i mecena. 

## Životopis
Rodio se je 1912. u Starigradu Paklenici. Poslije osnovnog školovanja za srednju razinu školovanja izabrao je gimnaziju. Nakon što ju je završio, otišao je studirati u Zagreb na Poljoprivredno-šumarski fakultet gdje je diplomirao. Poslije studija je dobio stipendiju kojom bi mogao nastaviti studirati u Švicarskoj ekonomiku agrara. U Zürichu je 1942. i doktorirao na Visokoj tehničkoj školi. Nakon završetka doktorskog studija, vratio se u Hrvatsku. Ondje je posao našao u ministarstvu.
Bleiburška tragedija 1945. godine nije zaobišla ni njega. Zajedno s mnoštvom hrvatskog naroda se povukao prema Zapadu u nadi da će se moći predati zapadnim Saveznicima koji bi ih zaštitili od partizana. Kad je bio u Austriji, u Lavamündu je zajedno s Tiasom Mortigjijom i Milivojem Magdićem sastavio Memorandum skupine hrvatskih intelektualaca upućen nadležnim mjestima Britanske armije.
Uspio je ostati u Austriji, gdje je radio u struci, kao radnik u poljodjelstvu. Iduće 1946. je dobio poziv iz Švicarske, zemlje gdje je bio stipendistom. Pozivu se odazvao te se zaposlio u Švicarskom seljačkom savezu. Ondje se politički angažirao među hrvatskim političkim emigrantima. Djelovao je kao publicist, novinar i polemičar. Napisao je mnoštvo studija vrijedna sadržaja. Okrenuo se i nakladništvu. Pokretačem je Naklade Jadran (njemački: Adria Verlag). Ondje je u knjižnici Slobodi objavio sveske na hrvatskom i njemačkom, ukupno njih šesnaest, od čega četrnaest u Švicarskoj.
U Švicarskoj je živio cijela desetljeća, no unatoč tomu dugo vremena nije htio biti švicarskim državljaninom. Za Hrvatsku je značajan kao kulturni mecena. Oporukom je ostavio 1,45 milijuna njemačkih maraka svoje imovine Matici hrvatskoj u Zagrebu.